# Siboglinum taeniaphorum
Siboglinum taeniaphorum is een borstelworm uit de familie Siboglinidae. Het lichaam van de worm bestaat uit een kop, een cilindrisch, gesegmenteerd lichaam en een staartstukje. De kop bestaat uit een prostomium (gedeelte voor de mondopening) en een peristomium (gedeelte rond de mond) en draagt gepaarde aanhangsels (palpen, antennen en cirri).
Siboglinum taeniaphorum werd in 1960 voor het eerst wetenschappelijk beschreven door Ivanov.